# Colonia Morelos, Temoaya
Colonia Morelos är en ort i kommunen Temoaya i delstaten Mexiko i Mexiko. Samhället hade 274 invånare vid folkräkningen 2020.